# Acacia barbinervis
Acacia barbinervis é uma espécie de leguminosa do gênero Acacia, pertencente à família Fabaceae.